# 이기배
이기배(1953년 6월 7일, 李棋培)는 제25대 수원지방검찰청 검사장을 역임한 법조인이다.

## 생애
1953년 6월 7일 전라남도 목포시에서 태어난 이기배는 1971년 경기고등학교, 1975년 서울대학교 법학과를 졸업하고 1975년 3월 제17회 사법시험에 합격하여 1977년 사법연수원 7기를 수료하고 1980년 전주지방검찰청 검사에 임용되었다.
서울지방검찰청 형사3부 검사로 있으면서 1990년 2월 13일에 민주당 소속이던 1988년 10월초 한국식물방제협회 회장으로부터 농약관리법을 개정해주는 대가로 2억 1천만원과 대전 신생병원 원장으로부터 농협중앙회에서 대출을 받게 해주는 대가로 1500만원을 받은  민자당 소속 박재규 의원을  특가법 뇌물수수와 특정경제범죄처벌에 관한 법률 알선수재 혐의로 구속했다. 국회에서 "구속 동의안이 처리되지 않았다"는 이유로 한 차례 영장이 기각되었다가 재청구 여부를 검토하다 "뇌물공여죄로 유죄판결받은 사람과의 형평성 문제도 있고 신분이 여당 소속으로 바뀜에 따라 "야당탄압이라는 오해도 받지 않겠다"는 판단으로 임시국회 개회에 앞서 구속했다고 밝혔다.
대검찰청 공안부 부장으로 있으면서 [[조흥은행 파업, 철도파업 등 "굵직한 공안사건을 무난히 처리했다"는 평가를 받았다.

## 경력
- 1980년 전주지방검찰청 검사
- 1983년 대전지방검찰청 서산지청 검사
- 1985년 서울지방검찰청 동부지청 검사
- 1987년 법무부 검찰국 검찰2과 검사
- 1988년 시애틀 소재 워싱턴대학 수학
- 1989년 서울지방검찰청 검사(고등검찰관)
- 1990년 광주지방검찰청 순천지청 부장검사
- 1991년 대전지방검찰청 특별수사부 부장검사
- 1992년 대전지방검찰청 형사2부 부장검사
- 1993년 미국 죠지워싱턴대학 방문연구원으로 근무,대전고등검찰청 검사
- 1994년 사법연수원 교수
- 1996년 서울지방검찰청 송무부 부장검사
- 1997년 서울지방검찰청 특별수사3부 부장검사
- 1997년 서울지방검찰청 강력부 부장검사
- 1998년 대구지방검찰청 김천지청 지청장
- 1999년 수원지방검찰청 성남지청 지청장
- 2000년 서울지방검찰청 제3차장검사
- 2001년 법무연수원 기획부장
- 2001년 광주고등검찰청 차장검사
- 2002년 법무연수원 기획부장
- 003년 3월 ~ 2003년 8월 제22대 대검찰청 공안부 부장
- 2003년 법무부 법무실장
- 2004년 6월 1일 ~ 2005년 4월 7일 제47대 광주지방검찰청 검사장
- 2005년 4월 8일 ~ 2006년 1월 31일 제25대 수원지방검찰청 검사장
- 2008년 2월 법무법인 로월드 대표 변호사
- 2009년 엘지생활건강 사외이사
- 2009년 대신증권 사외이사
- 2011년 하나은행 사외이사
- 2015년 하나은행 이사회 의장

## 수상
- 1999년 홍조근정훈장
- 2005년 황조근정훈장